# Château d'Engayresque
Le château d'Engayresque est un château situé sur la commune de Sévérac-d'Aveyron non loin du village de Novis dans le département de l’Aveyron.

## Description
Le château d'Engayresque est caché dans une dépression, à l'abri des regards. Le corps de logis, composé d'une belle façade accompagnée de ses deux tours, est exposé au levant, face à la forêt. À l'arrière, la ferme attenante au bâtiment principal, vient former une petite cour exposée au sud entourée de diverses dépendances. Le bâtiment principal comporte en somme 11 chambres et plusieurs salles de bains.

## Historique
Le premier illustre seigneur ayant habité la bâtisse fut Jean Hugeneau au XVe siècle. Le château fut plus tard acheté par la famille Talon, industriel à Saint-Geniez d'Olt. En 1870, l'ensemble du manoir a été surélevé. L'édifice a été inscrit au titre des monuments historiques en 1991. Ainsi, cette belle terre est restée dans la famille. 

## Filmographie
Le château d'Engayresque a aussi été lieu de tournage de nombreux films. En effet, au total 4 films d'épouvante prennent place dans ce lieu pour ses décors médiévaux et ses allures de château hanté.   